# Hithit
Hithit je český internetový portál věnující se odměnovému crowdfundingu. Funguje od 20. listopadu 2012, působí v České republice a na Slovensku. Lze ho nalézt na doménách .cz, .sk, .eu i .com. Jeho zakladateli a spolumajiteli jsou Norbert Nagy, Pavel Müller, Pavel Eichler a Aleš Burger. Ke konci roku 2020 bylo úspěšně podpořeno 1781 projektů a vybráno 250 milionu.[zdroj?]

## Projekty
Nejúspěšnějším projektem na Hithitu byla DVTV. Ač žádala jen o 750 000 Kč, získala nakonec 9 743 882 Kč, což bylo 1 299 % požadované částky. Dle statistik Hithitu na projekt přispělo 9 255 přispěvatelů.
Na jaře roku 2020 vytvořil Hithit zvláštní kategorii Antivir, určenou na podporu restauratérům, zdravotníkům, kavárníkům, trenérům, umělcům a dalším podnikatelům, kteří se dostali do finančních obtíží během epidemie covidu-19. Do programu se zapojilo celkem 312 projektů, z nichž 162 projektů dosáhlo žádané částky, a byly tedy ukončeny úspěšně. Na těchto 162 projektů se vybrala částka přesahující 26 milionů korun.
 Podle jiné zprávy Hithitu bylo však v kategorii Antivir jen 73 projektů, které získaly přes 18 milionů korun.

## Služby
Založit sbírku na svůj projekt na Hithitu může každý člověk nad 18 let. Projekt by neměl financovat životní výdaje tvůrci projektu nebo obsahovat nevhodný, urážlivý, či nepovolený (sexuálně explicitní nebo xenofobní) obsah. Autor sám volí cílovou částku, dobu, po kterou sbírka poběží, fotografie, video, detailní popis projektu, odměny a musí projekt zařadit do jedné z kategorií: divadlo, sport, hry, hudba, umění, tanec, fotografie, film, design, literatura, vzdělávání, technologie, jídlo, móda a komunita.
Nejnižší možnou vybíranou částkou je 20 000 Kč, horní hranice omezena není. V případě, že vybraná částka přesáhne 100 % cílové částky, obdrží autor sbírky finance a přispěvatelům začne distribuovat jejich odměny. V opačném případě Hithit vybrané peníze vrátí přispěvatelům.